# Pszichiátria
A pszichiátria (a görög ψυχιατρική [επιστήμη], pszihiátriké [episztémé], pszükhé – a lélek és iatrósz – az orvos szavakból képzett megnevezés), vagy más szóval az elmegyógyászat a lelki betegségek rendszerezésének, diagnosztizálásának, és kezelésének tudománya az orvostudomány egy ága, valamint szűkebb értelemben a lelki betegek és betegségek kezelését folytató intézmények (kórházak, vagy kórházi osztályok), és – tágabb értelemben – az ellátást végző intézmények összessége, intézményrendszere. 
A pszichiátria – társadalomban betöltött szerepét tekintve – közvetett rendvédelmi funkciókkal is rendelkezik, ugyanis a pszichiátereknek (Magyarországon) jogukban áll (szubjektív megítélésük szerint) a társadalmi normáknak nem megfelelő gondolkodású és viselkedésű egyéneket elmebetegnek nyilvánítani és a társadalomtól elzáratni. A pszichiátria intézményrendszere gondoskodik az ilyen módon ideiglenesen jogfosztottá vált egyének, társadalomtól való elzárásáról.
Az igazságügyi pszichiátria feladata, bírósági eljárások során a cselekvőképesség, belátási képesség megítélése, szakértői véleményezése.
Az pszichiátriai intézmények lehetőséget biztosítanak a lakosság számára különféle függőségek – például az alkoholizmus – leküzdésére irányuló kezelésben való részvételre, (elvonókúra keretében) továbbá a drogokkal kapcsolatos, (például a kannabiszhasználati) bűncselekmény miatt indult eljárás esetén az elterelés nevű programon való részvételre. Az erre a tevékenységre specializálódott osztály vagy tudományág az addiktológia.
A pszichiátriai osztályok fontosabb feladatai közé tartozik a hirtelen trauma, élethelyzeti krízis, drogok hatására vagy egyéb okból jellemzően gyorsan kialakult, rövid lefolyású (akut) de súlyos állapotok kezelése (öngyilkossági késztetések, zavart állapot, közveszélyes magatartás tanúsítása, térbeli vagy időbeli tájékozódási képesség elvesztése stb.) az ilyen és ehhez hasonló állapotba került személyek gyors ellátása, esetükben a gyors állapotjavulás elérése az esetek többségében jellemzően nyugtatók, vagy antipszichotikumok adagolásával lehetséges. Továbbá a pszichiátriának szerepe van a krónikus pszichiátriai betegek utólagos gondozásában (ez az úgynevezett pszichiátriai gondozó osztály feladata). A fentieken túl a pszichiátriának bizonyos esetekben szerepe van az idősek elhelyezésben is azon (szellemileg leépült) idős személyek esetében akik olyan rossz állapotban vannak, hogy nem tudnak magukról gondoskodni, vagy az idős-otthonban való elhelyezésük még nem történt meg, illetve, abban az esetben ha az idős-otthoni elhelyezéshez nincsenek megfelelő szellemi állapotban. Az öregedéssel együtt-járó, valamint az idős korban kiteljesedő idegrendszeri megbetegedések okozta szellemi hanyatlás miatti elzárásra szoruló idősek ellátására specializálódott pszichiátriai osztályokat gerontológiai osztálynak, vagy röviden gerontológiának is nevezik.

## Magyarországi intézményrendszere
A pszichiátria intézményrendszerének részei:
- pszichiátriai szakintézmények:
  - szakkórház (például: Nyírő Gyula Kórház, előtte 2007-ig az Országos Pszichiátriai és Neurológiai Intézet)
  - pszichiátriai osztály (területileg illetékes kórház zárt vagy nyitott rendszerű fekvőbeteg osztályos ellátása)
  - pszichiátriai szakrendelés és gondozó (az osztályos kezelés után vagy anélkül igénybe vehető, a társadalombiztosítás (röviden TB, hivatalosan: Nemzeti Egészségbiztosítási Alapkezelő) által szakorvosi ellátás keretében finanszírozott pszichiátriai szolgáltatások, járóbeteg-ellátás)
- magánklinika (önköltséges pszichiátriai szolgáltatást végző intézmény)
- magánpraxis (egy pszichiáter, a lakásán vagy egy magánklinikán nyújtott pszichiátriai szolgáltatása)
- szakmai érdekvédelmi szervezetek, ilyen például a Magyar Pszichiátriai Társaság
- egyéb speciális intézmények és szervezetek (például a Vadaskerti Gyermekpszichiátria)
- pszichiátriai rehabilitációs osztályok, pszichoterápiás intézmények, nappali kórházak (Thalassa ház, Semmelweis Egyetem – Pszichoterápiás Osztály, Tündérhegy, Ébredések Alapítvány stb.)

A rendszer legnagyobb egysége a szakkórház. Kisebb egységei a pszichiátriai osztály, az ambuláns ellátóként működő úgynevezett ideg-gondozó, valamint a magánpraxis.  A klinikai intézményi betegellátásban kétféle ellátási formát különböztetünk meg, ezek a  járóbeteg és fekvőbeteg ellátás. Az ellátás, társadalom biztosítással rendelkező személy esetén beutaló nélkül is elérhető.

### Pszichiátriai osztály
A pszichiátriai osztályok olyan intézmények, ahol a lelki betegségek diagnózisával, terápiájával foglalkoznak, pszichiáterek, a pszichológusok, ápolók és nővérek, a szociális munkások, illetve további személyzeti alkalmazottak közreműködésével.
A pszichiátriai osztály több helyiségből álló kórházi osztály jellegű létesítmény, betegfelvételi regisztrációs teremmel/kartonozóval, ágyakat tartalmazó kórtermekkel, orvosi irodákkal, nővérszobával, ebédlővel és terápiás célokat szolgáló helyiségekkel. A terápiás tereken kívül közösségi tereket, kikapcsolódásra, értelmes időtöltésre alkalmas tereket általában nem tartalmaznak. A kötelező programokon túl a kezeltek számára kevés időtöltési lehetőség áll rendelkezésre. Habár a legtöbb pszichiátriai betegség hátterében ritkán áll fizikai betegség, a pszichiátriai osztályok és kórtermek mégis nagyon hasonlóan a fizikai (például belgyógyászati) betegségeket kezelő osztályokhoz, amelyek fekvő betegek igényei szerint vannak kialakítva: ágyakat, éjjeli szekrényeket tartalmaznak, valamint néhány széket, a beteget látogatók számára. Az egész napi ágyban fekvésre főként az idősek és a fizikai betegséggel is küzdők számára lehet szükség, vagy abban az esetben, ha szükség van az ágyhoz kötözésre, vagy ha a nagy dózisú kábító (szedatív) hatású gyógyszeres kezelés hatása alatt a kezelt nehezen tud nappal ébren maradni ezért szüksége van rá, hogy nappal is aludjon. Állapotuktól függően a pácienseket a zárt vagy nyitott részlegeken helyezik el. (Utóbbiakat a kezelés időtartama alatt a szakápoló személyzettel egyeztetve időszakosan elhagyhatják.)

## A klinikai pszichiátria főbb módszerei

### Diagnosztizálás
A lelki betegségek diagnózisa az egyének gondolkodásbeli, érzelmi és viselkedésbeli jellegzetességei alapján, valamint – ideális esetben – az elvégzett pszichológiai tesztek, és az organikus okokat kizáró vizsgálatok eredményeinek mérlegelését követően kerülnek megállapításra, de a gyakorlatban, Magyarországon a betegségdiagnózis (például az elmebetegség) megállapításához, nem szükségesek sem pszichológiai tesztek, sem az organikus (például neurológiai, belgyógyászati) okokat kizáró vizsgálatok elvégzése, a gyakorlatban elég egyetlen pszichiáterrel való beszélgetésre épülő szakvélemény. Amely alapul szolgálhat a kényszer-gyógykezelés elrendeléséhez. Ez utóbbihoz csak egy formanyomtatvány (pszichiáter részéről történő) kitöltése, illetve a pszichiáter szóbeli utasítása (intézkedése) szükséges.

#### Diagnosztikai rendszerek
A pszichiáterek a diagnózis meghatározásához, nemzetközi betegségdiagnosztikai rendszereket használhatnak, mint a BNO (ICD) vagy DSM, amelyek olyan tünetegyütteseket definiálnak mint például a depresszió, vagy a szkizofrénia. E rendszerek ajánlásokat tartalmaznak arra vonatkozólag, hogy bizonyos betegség-diagnózisok, mely betegségtünetek megléte alapján állíthatóak fel, például az elmezavar megállapításához a DSM IV- ajánlásai alapján az (általuk felsorolt) öt tünetből legalább kettőnek és legalább egy hónapon át tartósan fenn kell állnia az alábbiak közül ahhoz, hogy valaki a szkizofrén elmezavar diagnózisát megkapja:
- téveszmék (a valóságtól elrugaszkodott, megkérdőjelezhető valóságtartalmú elképzelések, meggyőződések)
- hallucinációk (valótlan érzetek, ezek lehetnek képek, hangok, színek, szagok stb.)
- összefüggéstelen (inkoherens) beszéd (érthetetlen vagy oda nem illő, nem megfelelő válaszok)
- szembeszökően szétesett vagy katatón viselkedés (a katatónia jelei lehetnek például, ha a páciens egyáltalán nem válaszol, nem eszik, nem iszik, nem beszél.)
- negatív tünetek, azaz hangulati üresség, beszédképtelenség (alógia) vagy akaratnélküliség[4]

Magyarországon e diagnosztikus ajánlások figyelembevétele a diagnózis megállapítása során nem kötelező jellegű, tehát pusztán egyetlen tünet alapján is elmebeteggé nyilvánítható valaki.
Az olyan, nemzetközi gyakorlatban gyakran alkalmazott diagnosztikus kézikönyvek (mint például a korábban említett DSM vagy a BNO) létrehozásával a készítők eredeti célja egyrészt a diagnosztikai irányelvek egységesítése, a diagnosztizálási hibák, önkényesség és visszaélések lehetőségének csökkentése, másrészt az volt, hogy az orvosok számára segítséget nyújtson abban, hogy a diagnózisok felállítása következetesen, egységesen, standardizált, jól kidolgozott betegség kritériumok figyelembevételével történjen.
A pszichiátriai diagnosztikai rendszerek, valamint a betegség definiálása, meghatározása szakmai körökben széles körben vitatottak, minta ahogyan a kritikusok szerint a normalitás fogalma is nehezen határozható meg, úgy bizonyos betegségek puszta létezése is esetenként megkérdőjelezésre kerül a szakirodalomban. Ilyen vitatott diagnózis például a borderline személyiségzavar. Vitatott voltuk ellenére e rendszerek kódjai alkalmasak arra, hogy a betegség pontos leírása a kódok alapján visszakereshető legyen. A különféle betegség diagnózisokat a szakorvosi leletekben Magyarországon is (e rendszerekből származó) betegség-diagnózisokhoz hozzárendelt kódszámokkal látják el.

#### Pszichológiai és pszichiátriai tesztek
Ugyan a klinikai gyakorlatban alkalmazott tesztek némelyike alkalmasak arra, hogy a páciens, célirányos kérdésekre adott válaszai írott formában dokumentálva legyenek, és támpontot jelenthetnek a depresszió és a szorongás súlyosságának mérésére, hátrányuk, hogy a válaszadás hitelességét biztosító válaszadói őszinteség – a kitöltéskor – nem ellenőrizhető, így e tesztek eredménye nem minősíthető objektív eredmények. Habár némelyik teszt hasznos lehet, jelenleg nem létezik olyan teszt vagy bármilyen más vizsgálati módszer amely lehetővé tenné a pszichiátria betegségek objektív módszerekkel történő megállapítását. Objektív vizsgálati módszerek híján a diagnózis elsősorban a nyilvánvaló tünetek, és a páciens panaszainak figyelembe vételével, az orvos benyomásai alapján születik meg.
Kérdőív jellegű állapotfelmérő tesztek
- A Beck-féle Depresszió Skála a depressziós állapot súlyosságának mérésére szolgál. A tesztet a páciens tölti ki. A válaszokhoz pontszámok vannak hozzárendelve, melyek a kitöltés után összesítésre kerülnek. Ez után a kiértékelési segédlet alapján meghatározható a pontszámhoz tartozó jelző, amely lehet „enyhe", „közepesen súlyos" vagy „súlyos depresszió".[6]
- Hamilton féle szorongás skála, HAM-A – (Hamilton Anxiety Rating Scale) a szorongás intenzítását méri.[7][8]
- Pszichiátriai diagnosztikai szűrő kérdőív- PDSQ (Psychiatric Diagnostic Screening Questionnaire) Olyan kérdéseket tartalmaz, amelyek megválaszolása alapján a leggyakoribb pszichiátriai zavarokra lehet következtetni: depresszív zavar, bulimia, poszt-traumás stressz szindróma, a pánikbetegség, agorafóbia, szociális fóbia, generalizált szorongás szindróma, obszesszív-kompulzív zavar, alkohol/drog visszaélés/függőség, szomatizáció, hipochondria, és elmezavar.[9]
- Rövid pszichiátriai besorolási skála (BPRS- Brief Psychiatric Rating Scale)[10] a pszichiátriai diagnosztikai szűrő kérdőívhez hasonló.

Személyiség tesztek
- Rorschach-teszt – egy úgynevezett projektív teszt, amely tíz táblából áll, ezeken tintafoltok láthatóak. Főként a személyiség karakterjegyeinek és az érzelmi működés vizsgálatára vélik alkalmasnak. Habár a tudományos bizonyítékok sohasem támasztották alá a teszt hatékonyságát, mégis a mai napig használják a klinikai gyakorlatban.[11][12]
- Szondi-teszt Egy projektív személyiségteszt, amely 48 db fényképet tartalmaz, amelyek korábbi pszichiátriai kezeltek képét tartalmazza. A tesztalanynak a nyolcasával megmutatott képsorokból kell kiválasztania a két legszínpatikusabbat, a két legellenszenvesebbet, valamint a maradék közül két „viszonylag színpatikust".[13] Kiértékelése, a teszthez tartozó kiértékelési segédlet alapján történik. Habár e teszt tudományos volta, szakmai értéke, a szakmai körökben Magyarországon is vitatott, ennek ellenére a klinikai gyakorlatban Magyarországon (többnyire) használatban van.

#### Főbb pszichiátriai diagnóziscsoportok
- Elmezavarok (organikus eredetű például agyhártyagyulladás, vagy nem organikus eredetű például szkizofrénia)
- Hangulatzavarok (depresszió, mánia, mániás depresszió, szorongásos zavarok, poszttraumás stressz szindróma)
- Kényszerbetegségek (fő jellegzetessége a nehezen uralható -szorongások és félelmek által motivált- úgynevezett „kényszergondolatok” és „kényszercselekvések” jelenléte)
- Evés és test-kép zavarok (koplalás okozta sorvadás; anorexia nervosa, falásrohamokkal és önhánytatással járó szindróma; bulimia)
- Elbutulás (időskori, vagy neurológiai eredetű)
- Szenvedélybetegségek: az adiktológia tárgykörébe tartozó esetek (függőségek kezelése, alkoholizmus, drogfüggőség)
- Személyiségzavarok:[3] A viselkedés, a megismerés és a belső tapasztalat olyan hibás (maladaptrív) mintázatai, amelyek tartósan fennállnak, és amelyek eltérnek az egyén kulturális környezete által általánosan elfogadott viselkedéstől, gondolkodásmódtól. A személyiségzavar megléte önmagában általában nem elég a kezelés, például a kényszer-gyógykezelés elrendeléséhez, és a személyiségzavar önmagában pszichiátriai kezelést általában nem igényel. Habár a személyiség zavarban szenvedők jellemzően nem a személyiségzavar, hanem egyéb állapotok, például droghasználat, vagy hangulat-zavarok miatt kerülnek kezelés alá, ha a személyiségzavart a szakember felismeri, akkor a leleteken, zárójelentéseken ezek (valamint kódjaik) is feltüntetésre kerülnek. A személyiségzavarok főbb típusai:

- szkizoid (visszahúzódó)
- szkizotípiás (szélsőségesen különc)
- antiszociális (bűnöző alkat)
- borderline (érzelmileg labilis)
- hisztriónikus (hisztériás, dramatikus érzelmeket mutató)
- nárcisztikus (önimádó)
- elkerülő (túlérzékeny, szorongó)
- dependens (másokba kapaszkodó)
- obszesszív-kompulzív (rögeszmés-kényszeres)
- passzív-agresszív (szélsőségesen konfliktus-kerülő) személyiségzavar.

- Testi tünetek képében jelentkező (szomatoform) zavarok: képzelt betegség (hipochondria) amely olyan fizikai panaszokat jelent, amelyek mögött nem áll fizikai betegség.[15]

### Kezelés
A tudomány mai állása szerint a pszichiátriai betegségek többsége nem gyógyítható, legfeljebb tünetmentessé, vagy tünetszegénnyé tehető, így a terápia célja a tünetek enyhítése, vagy a tünetmentesség elérése, illetve a tünetmentesség (minél hosszabb ideig történő) fenntartása. 
A lelki betegségek kezelésének főbb módszerei a gyógyszeres kezelés, a pszichoterápia, valamint az elektrosokk-terápia.
Intézményi (osztályos) keretek között pszichoterápiaként jellemzően csoportterápiát alkalmaznak vagy annak valamely fajtáját. Habár akad néhány kivétel, (például a budatétényi Thalassa ház, a Semmelweis Egyetem Balassa utcai Pszichoterápiás Osztálya, a budakeszi Tündérhegyi Pszichiátria, Ébredések Alapítvány vagy a veszprémi ellátó de a magyarországi pszichiátriai intézmények klinikai gyakorlatában – a páciensek kezelésében – változatlanul domináns szerep jut a gyógyszeres kezelésnek. A Thalassa Házban például (amely alapvetően nem pszichiátriai, hanem egy speciális pszichoterápiás intézmény) a hagyományos csoportterápiákon túl speciális csoportterápiák: zene, mozgás, alkotói, pszichodráma, és playback terápia mellett egyéni terápiát is alkalmaznak, a gyógyszeres kezelés háttérbe szorítása, minimalizált gyógyszer mennyiségek alkalmazása mellett.
Ugyan a tudomány mai állása szerint a lelki betegségek gyógyszeres kezeléssel nem gyógyíthatóak, egyes elterjedt, de tudományosan nem bizonyított elméletek szerint a gyógyszeres kezelés alkalmas arra, hogy kiigazítsa a betegek idegrendszerében a ingerületátvivő anyagok szintjét. Habár a gyógyszerek hatásmechanizmusát illetően – tudományos körökben – nincsen egyetértés, a gyógyszercégek által finanszírozott kutatások célja (profitorientált cégek lévén a nyereség elérésén túl) a gyógyszerek hatásának, mellékhatásprofiljának vizsgálata és összehasonlítása, illetve jellemzően a jelenleg alkalmazott gyógyszerek mellékhatás-profiljához képest kedvezőbb mellékhatás-profillal rendelkező szerek létrehozása.

#### Gyógyszeres kezelés
A gyógyszeres kezelésre általánosan jellemző – a különféle mellékhatások megjelenése mellett – a relatíve gyors változás elérése, amely változás jellemzően a gyógyszerek szedéséig tart. Fontos jellemző továbbá, hogy (a hiedelmekkel ellentétben) a pszichiátriai gyógyszerek – még az orvosi utasítások betartása mellett is – okozhatnak függőséget, és sok esetben okoznak is, habár ez a függőség (ugyan kellemetlen elvonási tünetekkel járhat) általában nem olyan súlyos mértékű, mint a kemény-drogoké. A pszichiátriai gyógyszerek elhagyásakor jelentkező elvonási tünetek összességére (a diagnosztikai kézikönyvekben) általában nem mint függőségre, hanem mint elvonási, vagy elhagyási tünetegyüttesre hivatkoznak. Az ilyen elvonási szindrómák létezését a nemzetközi szakmai közösség is elismeri, így az a nemzetközi betegségosztályozási rendszerekben is szerepel. Ilyen például az antidepresszáns elvonási szindróma, amely 2013-óta szerepel a DSM-nemzetközi diagnosztikai kézikönyvben, pontosabban a DSM-V-ben. A legnagyobb különbség a kemény-drogok és a pszichiátriai szerek elvonási tünetei között (a súlyosságuk mértéke mellett) az, hogy a pszichiátriai szerek elvonása nem okoz (a szer után érzett) sóvárgást. Az elvonási tünetek elviselése mellett viszonylag könnyen elhagyhatóak. Habár igaz, hogy bizonyos pszichiátriai gyógyszerek elvonása nehézkesebb lehet és előfordulhat, hogy például a benzodiazepin típusú nyugtatók elvonása a függők számára olyannyira nehézséget okoz, hogy egyedül nem boldogulnak a leszokással. Ebbe az esetben a gyógyszer elvonásában, és a leszokásban ezeknek a pácienseknek akár orvosi segítségre is szükségük lehet.
A pszichiátriai gyógyszerek főbb csoportjai a következők: 
- Szorongás oldók (szedatívumok: nyugtatók, altatók). Ezek között a legkedveltebb és leggyakrabban alkalmazott nyugtatók a benzodiazepinek csoportjába tartozó szerek közül kerülnek ki. Legismertebb képviselőik a Seduxen, a Rivotril, és a Xanax. Ez utóbbiak a kábítószerpiacon és az illegális gyógyszerpiacon[23] is jelen vannak.  E csoportba tartozó szerek legtöbbje kis dózisban nyugtató, szorongás-csökkentő, nagyobb dózisban erős kábító és altató hatással rendelkezik. Komoly hátrányuk, hogy már néhány hét alatt erős függőséget,[24] alkohollal interakcióba lépve pedig gyakran légzésbénulást és halált okoznak.[25] Továbbá az emlékezőképesség romlását,[26] szellemi teljesítményromlást (kognitív zavart) és szellemi hanyatlást is előidézhetnek vagy súlyosbíthatnak, főleg idősek esetében.[27] Egy 2014-ben megjelent tanulmány szerint a három hónapnál hosszabb ideig szedett benzodiazepin típusú gyógyszerszedés 51%-kal növeli az Alzheimer-kór kialakulásának esélyét.[28] Habár e kutatási eredményt nagy nemzetközi sajtóvisszhang kísérte, nem ez volt az első kutatás, mely a hosszabb távú benzodiazepin használat káros hatásaival foglalkozott; francia kutatók már 2012-ben jelentősnek találták a leépülés kockázatát a hosszútávú benzodiazepin típusú gyógyszerek szedése esetén.[29][30]
- Hangulatjavítók (antidepresszánsok ) Ezek közül a MAOI-k, és a triciklikusok például Imipramin, erős hatékonysággal rendelkeznek, de veszélyes mellékhatásaik (például a TCA-k szívkárosító hatása) miatt ma már ritkán kerülnek alkalmazásra. Az „újabb típusú" továbbfejlesztett antidepresszánsok közé tartoznak az SNRI-k és a szelektív szerotonin visszavételt gátlók (SSRI-k) amelyeket úgy reklámoztak, mint amelyek kevésbé károsak de ugyanolyan hatékonyak mint a régiek. Ez utóbbi egy favorizált és – Prozac márkanéven – sokat reklámozott képviselője a Fluoxetine gyógyszerhatóanyagot tartalmazó szer.
- Elmezavar elleni szerek (antipszichotikumok) erős kábító (szedatív) hatással rendelkeznek.[31] E típus megjelenésének kezdetén gyakran használt képviselőjük a Torazin és a Haloperidol voltak. De ezek gyakran fokozták vagy előidézték az olyan, úgynevezett negatív tüneteket, mint például a rossz hangulat, társas lét iránti érdeklődés elvesztése és a szociális visszahúzódás. Helyettük a gyógyszerpiacon megjelentek olyan újabbak generációs szerek, amelyeket kevésbé veszélyesként, és kedvezőbb mellékhatás-profillal, nagyobb hatásfokkal rendelkezőként reklámoztak, amelyek kevésbé okoznak negatív tüneteket és képesek javítani a hangulatot is. Ezek egyike például a Klozapin.
- Hangulat-stabilizálók (antimániás) szerek, például ilyen a Lítium.
- Görcsgátlók (antikonvulzívumok)[3]

Régi és új generációs szerek
Jellemzően a régi típusú gyógyszereket „típusos vagy első generációs” szereknek, az újabb és korszerűbbnek vélt szereket pedig „atípusosnak” vagy „új generációsnak” nevezik.

#### Elzárás
Az elzárás két módon valósulhat meg, vagy kényszer-gyógykezelés formájában vagy önkéntes alapon, ez utóbbi esetben a kezelésben részt vevő egyénnek alá kell írnia egy nyilatkozatot arról, hogy a pszichiátriai osztályos kezelés időtartama alatt lemond bizonyos jogairól. Az osztályos gyógykezelés „befekvés” feltétele ugyanis a jogokról való lemondás, ellenkező esetben az osztályos kezelésen való részvétel nem lehetséges. E nyilatkozattétel szükséges lehet például abban az esetben ha egy alkoholista, elvonókúra céljából önként kéri felvételét az osztályra vagy abban az esetben, ha az önként jelentkező páciens tünetei nem elég súlyosak a kényszer-gyógykezelés elrendeléséhez, mert az a páciens tünetei alapján az nem volna indokolt.

##### Kényszer-gyógykezelés
A kényszer-gyógykezelés (más néven sürgősségi-pszichiátria) lényeges eleme az alapvető szabadságjogok korlátozása: a beteg nem hagyhatja el szabadon az intézményt, és nem érvényesítheti az önrendelkezés és a kezelés elutasításának jogát, tehát nincs joga úgy dönteni, hogy a kezelésben nem vesz részt, és a kezelési mód megválasztásában (például elektrosokk kezelés, vagy valamely gyógyszer szedése) nem szólhat bele, ha mégis elutasítja a kezelést, például a számára előírt gyógyszer szedését, akkor az ápolószemélyzet feladata, hogy azt akár erőszak alkalmazása árán is a páciensre kényszerítse (például a páciens lefogásának segítségével) beinjekciózza a kezelt szervezetébe.
Habár a magyarországi jogrendszer előírásai szerint a kényszer-gyógykezelés feltétele az ön és vagy közveszélyesség fennállása, azt, hogy egy beteg veszélyessége fennáll-e, vagy sem illetve azt, hogy a diagnózis mennyiben támasztja alá a páciens veszélyességét a gyakorlatban, valójában nem szükséges megindokolni, ahogy azt sem, hogy ez a veszélyesség – fennállása esetén – miben nyilvánul meg. A kényszer-gyógykezeléshez a gyakorlatban valójában nem szükséges az egyén tényleges veszélyességének a fennállása. A kényszer-gyógykezelés elrendeléséhez elég egy pszichiáter, írásban rögzített szakvéleménye, amelyben hivatkozhat elmezavarra, amelyet megindokolhat akárcsak önmagában azzal is, hogy a páciensnek furcsa gondolatai, hiedelmei vannak. De a kényszer-gyógykezelés különféle súlyos okok fennállása esetén is elrendelhető.
Okok, amelyek indokot adhatnak kényszer-gyógykezelés címén való zárt osztályi bezárásra:
- súlyos nyugtalanság, izgatottság
- bedrogozott állapotban a társadalmi normáktól kirívóan eltérő viselkedés
- zavartság, nem tiszta tudatállapot (például, amely kannabiszhasználat következtében alakul ki)
- térbeli és vagy időbeli tájékozódási képesség elvesztése (például idősek szellemi leépülése esetén)
- logikátlanul bizalmatlan, gyanakvó gondolkodás, észszerűtlen következtetésekkel (úgynevezett kóros vonatkoztatásokkal) (ilyen állapot például kannabiszhasználat esetén is ideiglenesen kialakulhat)
- dühös állapot, indulatkezelési nehézségek
- öngyilkossági késztetések, szándék, öngyilkossági gondolatok
- súlyosan önkárosító viselkedés (például öngyilkossági kísérlet)

###### Visszaélések és elvi jogorvoslat
A kényszer-gyógykezelés alkalmazása a rendszert kritizáló szakemberek vagy a sajtóhoz forduló áldozatok szerint számos esetben visszaélésre adott lehetőséget a múltban és a jelenlegi rendszer és jogi szabályozás (még a látszólagos jogorvoslati lehetőségek ellenére is) nagymértékben ad lehetőséget a visszaélésekre Magyarországon. A pszichiátriai bántalmazással, a visszaélések felderítésével, és az áldozatok segítésével foglalkozó beteg-érdekvédelmi szervezet az Állampolgári Bizottság az Emberi Jogokért Alapítvány. Eseteik között találhatóak kórházban ismeretlen okból bekövetkező halálesetek, kórházból történő „eltűnés” éppúgy, mint a kezelés során bekövetkező kóros lesoványodás és egyéb visszás helyzetek és történések.
A jelenlegi törvények alapján a kényszer-gyógykezelést elrendelő pszichiátriai klinikának 24 órán belül a bíróságon kezdeményeznie kell a kényszer-gyógykezelés felülvizsgálatát, melynek célja annak megállapítása, hogy a kényszer-gyógykezelés indokolt volt e vagy sem. E kérdésben a bíróság döntését követően lehetőség van a döntés elleni fellebbezésre. A szakértők szerint a jelenlegi jogorvoslati rendszerrel többek között az a probléma, hogy a mire a jogorvoslati döntés megszületik addig gyakran hetek telnek el, és a pácienst addig is korlátozzák a jogaiban, továbbá mire az eljárásnak vége van addigra a páciens jellemzően már nem tartózkodik az intézményben. Ha a kényszer-gyógykezelés jogtalanságát vagy indokolatlanságát késve állapítják meg (két-három hét múlva) mikor a kezelés már befejeződött, akkora már a „jogorvoslat" okafogyottá válik.

#### Elektrosokk-kezelés
Az elektrosokk-kezelés során a beteget jellemzően műtéti altatásban és izomrelaxálásban részesítették a beavatkozás előtt, ami a görcsrohamok közben fellépő sérülések esélyét csökkentette. Az elektromos impulzust többnyire a halántékon két oldalon elhelyezett elektródákra vezették. Az alkalmazott áramerősség készülékenként változó, 800 mA körüli volt. Az elektromos impulzus az epilepsziás nagy rohamhoz hasonló görcsrohamot okozott. Megfelelő izomrelaxáció mellett is szükséges volt a fogak és a nyelv védelme a görcsroham alatt. A kezelés leggyakoribb mellékhatása az átmeneti emlékezetzavar, fejfájás, a fogak sérülése volt. Főként bizonyos elmezavarok, például katatóniás állapotok, és olyan depresszió esetén került alkalmazásra, amely esetekben a gyógyszeres kezelés nem bizonyult hatásosnak.

#### Pszichoterápia
Habár a pszichoterápia tudománya nem a pszichiátria, hanem a pszichológia tárgykörébe tartozó tudományterület és ugyan a pszichiátriai osztályokon Magyarországon – az összes közül – csak néhány pszichoterápiás eljárást alkalmaznak, de a pszichiátriai ellátó rendszeren kívül léteznek olyan intézmények (például magánklinikák) amelyekben számos olyan pszichoterápiás eljárás igénybe vehető, amelyek hasznosak lehetnek a páciens számára. E módszerek az olyan átmeneti megoldások helyett, mint a gyógyszeres kezelés, képesek tartós változást elérni. Ezek némelyike különféle szembesítő technikák révén segíti a problémás helyzetek, konfliktusok megértését, az önismeret fejlődését (ilyen például a pszichodráma), vagy segít módosítani a rossz vagy hiányos alkalmazkodóképességet, elősegíteni az egyén számára, önmaga és környezete jobb megértését, vagy különféle olyan jellegű készségek tanulását, fejlődését amelyeket később valós élethelyzetekben is alkalmazhatnak. Például a problémamegoldást, megküzdési stratégiákat, vagy a stresszkezelést.
A főbb pszichoterápiás eljárások a következők:
- Egyéni terápia, vagy más néven Személyközpontú pszichoterápia fő módszertani eszköze a négyszemközti beszélgetés.

- Támogató terápia: A támogató terápiák során a fő cél a rövid távú lelki támogatás, eszköze a beszélgetés, a páciens meghallgatása, a javaslattétel, meggyőzés, rábeszélés, buzdítás stb.
- Kognitív terápia: esetében a gondolkodás van a terápiás munka központjában.
- Viselkedésterápia: során új tapasztalatok szerzése, a tanulás van a terápiás munka központjában.
- Klasszikus pszichoanalízis: A jelen probléma gyökerét a múlt eseményeiben keresi. Mára szakmai körökben túlhaladott, elavult koncepció. (Csak a magánpraxisban érhető el.)
- Mentalizáció-orientált pszichoanalízis: Viszonylag új eljárás, amely szakít azzal a klasszikus koncepcióval, hogy a lelki zavarok oka a múltban keresendő, e helyett a jelennel foglalkozik, a jelent értelmezi, a pácienst a jelenben megfigyelhető viselkedési mintázatokkal, összefüggésekkel szembesíti (tükröz), értelmezési készséget tanít; abban segíti a pácienst, hogy jobban megértse magát és környezetét.

- Csoportterápia: A kisközösségi kommunikáció összetartó és formáló erejét (kohéziós erő) használja a változás elérésére. Általában 8-14 főből áll. A résztvevők hetente találkoznak, és egy csoportos beszélgetésen vesznek részt.

- Általános csoportterápia
- Önsegítő csoport: Azonos problémákkal küzdők csoportja. Például névtelen alkoholisták.
- Pszichodráma: Valós helyzetek, életszituációk csoportos eljátszása, majd megbeszélése.

- Komplex terápiás programok: Olyan módszerek amelyek többféle terápiás módszert ötvöznek.

- Kognitív viselkedésterápia: A gondolkodással, és a viselkedéssel kapcsolatos készségek fejlesztésére egyaránt hangsúlyt fektet. Például ilyen a Linehan féle dialektikus viselkedésterápia, amely (rövid távon) a tünetek azonnali hatékony enyhítésére, hosszabb távon pedig különféle készségek fejlesztésére helyezi a hangsúlyt. (Speciális, önállóan is gyakorolható, feladatokon keresztül.)

A pszichiátriai osztályokon Magyarországon, pszichoterápiaként, jellemzően többnyire a csoportterápia valamely formáját alkalmazzák. (A fentebb kiemelt intézményekben fejlettebb módszertannal és eszköztárral.) Ezek lehetnek a résztvevők létszámától függően kis vagy nagycsoportos beszélgetések, az alkalmazott módszer tekintetében lehet támogató (szupportív), feltáró úgynevezett pszichodráma-csoport vagy csoportos művészetterápiás foglalkozás is. A csoportterápiás ülések célja többek között a kezelt személy viselkedésének, gondolkodásának ellenőrzése, az elvárt gondolkodásbeli és viselkedésbeli változások bekövetkezésének, vagy elmaradásának megítélése, valamint a kezelt személy állapotának és a gyógyszerek hatásának megfigyelése.
A különféle egyéni pszichoterápiák alkalmasak arra, hogy ideiglenes, vagy tartós pozitív változást érjenek el különféle lelki betegségek esetén, azonban ezeket – ahogy a történelem folyamán mindig, így ma is – osztályalapon diszkriminálva csak a vagyonosabb páciensek engedhetik meg maguknak a TB-finanszírozott rendszeren kívüli magánrendelések szolgáltatásait igénybe véve. Általánosan elterjedt az a vélekedés, hogy a mellett, hogy a támogató terápiáknak gyakran azonnali pozitív hatása lehet, a teljes gyógyulás a pszichoterápiával sem garantált minden páciens esetében, illetve jellemzően (egyéni terápia esetén) az csak az intenzív terápiával (heti három vagy több alkalom) és hosszútávon, (évek, évtizedek alatt) érhető el.

### Megelőzés
A mentális betegségek oka (a legtöbb mentális betegség-csoport esetén) tudományos vita tárgyát képezi. Mivel a mentális betegségek oka a legtöbb esetben ismeretlen ezért megelőzésük sem lehetséges. Ugyanakkor a pszichiáterek, magánpraxisban, támogató terápia keretén belül a nem beteg, de lelki zavarokkal küzdő – például krízishelyzetben lévő – egyének segítését is vállalhatják.
Jellemzően megelőző (preventív) célú intézményeknek nevezik azokat a pszichiátriai intézményeket, amelyek a függőségek kezelésével foglalkoznak, annak ellenére, hogy azok a fiatalok, akik bekerülnek egy ilyen intézmény által szervezett programba (például az úgynevezett eltereléshez kapcsolódóan) ők jellemzően már használtak a programon való részvételt megelőzően pszichoaktív szereket.

## A pszichiátria története
A középkorig az elmezavar jelen volt ugyan a társadalomban, de elmegyógyintézetek nem léteztek, az ilyen állapotok megítélésére jelentős hatással volt a keresztény vallási irányzatok képviselőinek tanai, akik jellemzően a Sátán befolyásának hatásával, az ördögi megszállottsággal magyarázták az ilyen állapotokat, melyre gyógyírként főként a böjtölést, a papok közbenjárását; ördögűzést ajánlották. Mivel a különféle betegségeket és zavarokat a középkorban sokszor különféle (erkölcsi-vallási értelemben vett) bűnök, a hitetlenség és az eretnekség következményének, „átkának” tartották, ezért sok esetben a probléma megoldásának a kínvallatást, a bűnök, az eretnekség és a boszorkányág beismerésének – kínvallatással történő – kikényszerítését és a kivégzést tartották. Magyarország jogtörténetében az elmezavarban szenvedők egyik első említésére a Tripartitum 1. részének 124. címe alatt került sor, „havasok” (latinul: lunatici), mai magyar szóhasználattal „holdkórosok” néven.
A pszichiátria történetében fontos jól elkülöníthető korszak a 17. század és a 19. század közötti időszak, mely időszakra tehető a bezárás intézményének és az első, kezdetleges kezelési eljárások megjelenése.

### 17. század: a magántébolydák, és a „nagy bezárások" kora
E korszakra tehető az első zárt intézmények és kezelési módszerek létrejötte. Az első zárt, börtönszerű intézmények a 17. század közepén jöttek létre, de ezekben nem kizárólag pszichiátriai zavarokkal küzdőket őriztek, hanem minden olyan személyt, akik a társadalom normális rendjét akadályozó, zavarkeltőknek volt minősíthető; főként a rokkantakat, a magatehetetlen, önmagáról gondoskodni képtelen időseket, csavargókat, a munkakerülőket, a nemi betegeket, és a bukott papokat.

#### A legyengítő-terápiák megjelenése
Az 1600-as években (többek között az angol orvosok által) széles körben elfogadott kezelési stratégia legfőbb eleme a betegek fizikai legyengítése volt, annak érdekében, hogy a kezeltek nyugodttá és kezelhetővé váljanak. Thomas Willist a kor neurológiai és a pszichiátriai tudományának elismert alakja, műveiben a mentális betegségeket az agy betegségének tekintette. Kezelésként a kifárasztás és a legyengítés érdekében ütlegelést, vércsapolást, hashajtókúrát ajánlott. További – a korra jellemző  általánosan elterjedt – kezelési eljárás volt a hánytatás, az émelygésterápia és a hólyaghúzás is.

### 19. század: agy-kikapcsoló és a megtörést célzó terápiák
Az 1800-as években a korábbi, legyengítő kezelés mellett új megközelítések is népszerűvé váltak az orvostársadalomban, ezek között szerepelt többek között az a koncepció, hogy a beteges gondolkodást össze lehet zavarni, vagy a beteges gondolkodást ki lehet kapcsolni azzal, ha a beteget olyan külső ingerek érik, amelyek hatására nem tud tovább a beteges gondolatokkal foglalkozni.
A betegek összezavarását, sokkolását, és pszichológiai megtörését többek között a következő módszerekkel igyekeztek elérni:
- Oxigénhiányos kezelés: Ájulásig vízbemerítésből, majd újraélesztésből állt.
- Ájulásterápia: Ami megfelelő eszközben, eszméletvesztésig való forgatásból állt.
- Víz-sugár terápia: Erős vízsugár, betegre való irányításából állt.
- Hideg víz-sokk terápia: A beteget hideg vízbe dobták.
- Vércsapolás: Nagy vérveszteséget idéztek elő. Időnként az összes vérmennyiség 80%-át is lecsapolták.[forrás?]
- Nyugtatószékbe-kötözés: Hosszú időre lekötöztek pácienseket, olyan módon, hogy ne tudjanak mozogni.[1] A kényszerzubbony e kezelési módszer segédeszköze ugyanis gátolja a karok, kezek mozgatását, és hátul összeköthető.

Ha a pszichológiai megtörés hatására a páciensek különösen együttműködővé, vagy az elvárt változásokat színlelővé váltak, azt a kezelést végzők sokszor gyógyulásként és a terápia sikereként értékelték. Ebben az időszakban a tébolydák, börtön és kínzókamra-szerű jellege továbbra is megmaradt, amelyek jellemzően sötét cellákat, vasajtókat tartalmaztak, de láncokkal, és különféle rögzített bilincs-szerű eszközökkel is fel voltak szerelve.

### 20. század
A 20. században, a korábbi elméletekre épülő újabb eljárások jöttek létre; ezek: az inzulinkóma, a görcsterápia és a homloklebeny-roncsoló kezelések. A vegyszeres görcsterápiát idővel az elektrosokk-kezelés, a homloklebeny műtéteket pedig (feltalálását és elterjedését követően) a gyógyszeres kezelés váltotta fel.

#### Inzulinkóma-terápia
Arra a – 19. századból származó – elméletre alapozva, amely szerint ha az agyat valahogy kikapcsolják, utána működése megváltozik, egy osztrák származású amerikai pszichiáter, Manfred J. Sakel, 1927-ben feltalálta az inzulinsokk-terápiát, amely abból állt, hogy túladagolt inzulinnal, a páciensnél az alacsony vércukorszintet idézek elő, amely inzulinsokk hatására inzulinkómát eredményezett, majd ezt az állapotot cukor adagolásával szüntették meg. E műveletet egy terápiás kezelés során több tucatszor megismételték. Ezt a módszert Magyarországon még az 1960-as évek végén is hatásos módszerként tartották számon, Nyírő Gyula és munkatársai bevált módszerként hivatkoztak rá a szakirodalomban megjelent kiadványokban.

#### Görcsterápia
Egy magyar pszichiáter, Medúna László (az 1930-as években kidolgozott) görcsterápiás módszere azon az elképzelésen alapult, hogy az epilepszia jellemzően nem szokott szkizofréniával együttesen előfordulni, ezért úgy gondolta, hogy a mesterségesen előidézett epilepsziás roham megszüntetheti a szkizofréniát. Medúna többek között kámfor és nagy dózisú cardiazol (Pentylenetetrazol) adagolásával váltott ki epilepsziás görcsrohamokat. Módszerét Meduna László A schizophrenia görcstherapiája című 1936-ban kiadott művében is publikálta. A módszer egyik továbbfejlesztett változata az inzulinsokk és a görcsterápia kombinációjából állt. A kémiai úton előidézett sokkterápiák módszerének szakmai népszerűsége nem tartott sokáig, hamarosan kikopott a klinikai gyakorlatból, ugyanis 1938-ban egy olasz pszichiáter, Ugo Cerletti feltalálta (nemcsak kutyákon, hanem embereken is kipróbálta) az elektrosokk-kezelést. Az 1940-es években a kémiai sokkolás módszerét a zártosztályokon az elektrosokk-kezelés váltotta fel.

#### Pszicho-sebészet: homoklebeny-roncsoló kezelés
Az 1930-as években egy portugál neurológus, Egas Moniz – amerikai majomkísérletek eredményeire alapozva – először hajtott végre emberen egy olyan eljárásra épülő műtétet, amelyet ő pszicho-sebészetnek, mások prefrontális lobotómiának vagy leukotómiának neveztek, amelynek lényege az volt, hogy a koponyát megnyitva egy vékony eszközt vezettek az agyba, amelyen egy csúszka segítségével kinyitható hurok alakú huzal volt található. Majd (miután a csúszka segítségével a hurok kinyílt), az eszközt megforgatták és a hurok elvágta azokat az idegrostokat tartalmazó agyszöveteket amelyek azért felelősek, hogy a homloklebeny az agy többi részével idegi összeköttetésben legyen. Az eljárás, előnye az volt, hogy a páciensek a műtét után nyugodttá, csöndessé, együttműködővé, irányíthatóvá és tünetszegénnyé váltak. Az agresszív betegek esetén az agresszió jelentős mértékben csökkent. Moniz, kísérleteinek eredményeiről 1937-ben a „Prefrontális leukotómia a mentális zavarok kezelésében" címmel megjelent cikkében számolt be. Ez a cikk – olyan tudománytörténeti szakértők véleménye szerint mint Michael Britt – olyannyira nagy hatást gyakorolt a szakmára, hogy ez az egyetlen cikk tehető felelőssé azért, hogy az eljárás világszerte elterjedt, de mint később kiderült Moniz az általa végzett műtétek eredményeit e cikkében elfogultan értékelte, és azokról a szaklapokban teljes sikertörténetként, és csodaként számolt be anélkül, hogy alaposan megvizsgálta volna az eljárás mellékhatásait. A pozitív eredmények világszerte felbátorították a szakembereket arra, hogy e módszer alkalmazzák. A módszert az 1940-es évektől az 1960-as évekig világszerte alkalmazták. Idővel a szakemberek a mellékhatásokat is alaposabban megvizsgálták és kiderül, hogy az eljárás mellékhatásként a személyiség megváltozása, az egyéniség elvesztése, a személyes célok, hobbi, társas kapcsolatok, és általában a külvilág felé megnyilvánuló érdeklődés jelentős mértékű csökkenése volt megfigyelhető. Az eljárást világszerte (több mint) 40.000 emberen végezték el.

#### A pszicho-gyógyszerészet forradalmának időszaka

##### Barbiturátok felfedezése
A pszichiátriai gyógyszertan (pszicho-farmakológia) megjelenése az 1900-as évek elejére datálható, amikor is két – a Bayer gyógyszercégnél dolgozó – német gyógyszerész, Emil Fischer és Joseph von Mering felfedezte kutyáknál a barbitál altató hatását. A barbitált 1903-tól Veronál márkanéven forgalmazták, állítólag azért ezt a nevet választották a szernek mert Verona az egyik legbékésebb helyként ismert olaszországi város. Később megjelentek kémiailag hasonló vegyületeket tartalmazó szerek (például a fenobarbitál) melyeket gyűjtőnéven barbiturátoknak neveztek el. A barbiturátok az 1950-es évek közepéig voltak forgalomba, ugyanis idővel nyilvánvalóvá vált, hogy alkalmazásukkor a túladagolás és az elhalálozás kockázata túl magas volt. A barbiturátokat később a szintén kábító (erős nyugtató) hatású, de ugyanakkor kevésbé veszélyesnek tartott benzodiazepinek és az antipszichotikumok vették át.

##### Az antipszichotikumok megjelenése és elterjedése
Az első elmezavar elleni szerek (antipszichotikumok) az 1950-es években jelentek meg a gyógyszerpiacon, miután a klórpromazinnal való kísérletek során annak erős nyugtató hatását figyelték meg. Különféle kutatási eredmények megjelenését követően, az első klinikai próbát a francia Jean Delay professzor végezte el 1952-ben. Mely során 38 pszichotikusnak diagnosztizált pácienst kezelt napi 75–100 mg klórpromazin injekcióval, és nyugtató hatáson túl egyéb (a gondolkodással és viselkedéssel kapcsolatos) javulást is megfigyeltek. Még ugyanabban az évben, egy francia vegyipari vállalat a Rhône Poulenc piacra dobta a klórpromazint, mint elmezavar elleni gyógyszert, majd elérhetővé tette Európa szerte. Miután mások is kipróbálták az elmezavarban szenvedőkön, a homoklebeny roncsoló kezeléshez hasonló hatást értek el vele. A gyógyszeres kezelés hamarosan a sebészeti kezelés alternatívája lett, ráadásul idővel a műtétek eredményessége is kétségessé vált; egyes statisztikák szerint ugyanis a sebészeti kezelésben részt vevő pszichotikus betegek 90%-a a sebészeti beavatkozásokat követően még mindig hallucinált. Abban az időben elterjedt nézetté vált a szakmabeliek körében, hogy e gyógyszerek használata sokkal egyszerűbb, és humánusabb, ugyanakkor hasonló hatásúak, mint az akkoriban alkalmazott homoklebeny roncsoló kezeléses műtétek, ráadásul a mellékhatásai nem olyan visszafordíthatatlanok, mint amilyen a műtéti kezelés esetén volt. Így a sebészeti kezeléseket a klinikai gyakorlatban hamarosan antipszichotikus hatású gyógyszeres kezelések váltották fel. Mivel az elmezavar elleni szereknek nem csak a hatása, de a mellékhatás-profilja is a homoklebeny roncsoló kezelésekhez hasonló jellegű, ezért kezdetben az antipszichotikus gyógyszeres kezelést kémiai lobotómiának is nevezték. 1954 és 1975 között becslések szerint több mint 40 különböző antipszichotikum tipusú vegyületet tartalmazó gyógyszert dobtak gyógyszerpiacra.

##### Az antidepresszánsok feltalálása
Az 1950-es években az antipszichotikumok megjelenése mellett további áttörést jelentett az első hangulatjavítók, az iproniazid, – amit eredetileg a tuberkulózis kezelésére használtak – valamint az imipramin megjelenése.

##### A benzodiazepin típusú nyugtatók megjelenése
Az első benzodiazepin a chlordiazepoxideot egy lengyel származású vegyészmérnök, Leo Sternbach fedezte fel véletlenül, 1955-ben. A gyógyászatban az első benzodiazepin tipusú gyógyszer 1960-tól vált elérhetővé, miután a svájci Hoffmann–La Roche gyógyszerkutató-gyártó vállalat jóvoltából megjelent a gyógyszerpiacon. 1963-tól a kereskedelemben megjelent a diazepam hatóanyagot tartalmazó (benzodiazepin típusú) gyógyszer is, amelyet többek között Seduxen és Valium márkanéven forgalmaztak.

##### Gyógyszer-fejlesztések
Feltalálásukat követően a pszichiátriai gyógyszerekről hamar kiderült, hogy nemkívánatos és sok esetben kellemetlen vagy veszélyes mellékhatásokkal rendelkeznek, így a gyógyszercégek gyógyszer-fejlesztésekbe a kutatók új hatóanyagok keresésébe kezdtek. A fejlesztések és kutatások kapcsán új hatóanyagokat fedeztek fel, melyekről főként a gyógyszeripari marketingosztályok által kreált tájékoztató reklám-anyagok, és főként a gyógyszercégek által szponzorált kutatási eredmények állítják azt, hogy kevesebb mellékhatás mellett ugyanolyan hatékonyak mint a régiek. Jellemzően a régi típusú gyógyszereket „típusos vagy első generációs” szereknek, az újabb és korszerűbbnek vélt szereket pedig „atípusosnak” vagy „új generációsnak” nevezik. A kutatási eredmények ugyanakkor ellentmondásosak, bizonyos – a szakirodalomban megjelenő – független kutatások időnként a kedvező mellékhatás-profilt éppúgy megkérdőjelezik mint a hatásosságot. A szakmai vita az antidepresszánsok és az antipszichotikumok esetében a legintenzívebb.

## Adatvédelem és megbélyegzés
A pszichiátriai betegségdiagnózis megléte – a páciens számára – sokszor súlyos társadalmi és szociális következményekkel, hátrányokkal jár: A pszichiátriai diagnózisok megállapítását (Dr. Sági Zoltán megállapításai szerint) sokszor a megbélyegzés a kiközösítés a munkanélküliség és a társadalmi lecsúszás követi.
"A stigma széles körű, és egyenes következménye az izoláció, szociális lecsúszás, a munkanélküliség, a megromlott önbizalom, mások megváltozott viselkedése a illetővel szemben. A stigmának kitett emberek elveszítik reményüket és megfelelő aktivitásukat az élet minden területén. Dr. Sági Zoltán, 2015
Magyarországon minden pszichiátriai beteg diagnózisának az EESZT-adatbázisban (Elektronikus Egészségügyi Szolgáltatási Tér) való rögzítése, és tárolása a jelenleg hatályos törvények szerint kötelező, a 2015-ben elfogadott jogi szabályozások alapján. Minden TAJ- számmal rendelkező ellátott számára, akarata ellenére és tudta nélkül létrehoztak egy személyes oldalt, egy úgynevezett eProfil, ahová a személyes adatai mellett az egészségügyi adatai is feltöltésre kerülnek. Az adatbázisokban lévő adatok a TAJ-szám beírásával, orvosok által lekérdezhetőek. Elvileg a HIV/AIDS-el, továbbá a szexuális úton terjedő betegségekkel, és a pszichiátriai leletekkel kapcsolatos információkhoz csak a szakorvosi vizsgával rendelkező orvosoknak volna szabad hozzáférésük, és ugyan a beteg elvben nyilatkozhat arról, hogy mely adatok láthatóságát teszi lehetővé az adatbázisba belépő orvosok számára, ennek ellenére a beteg által nem engedélyezett információk is láthatóak bármely orvos számára a "sürgős esetről van szó" menüpontont használata esetén. Ezért azt, hogy egy munkavállalónak van pszichiátriai betegsége illetve betegség-diagnózisa a munkáltatók által könnyen leellenőrizhető. Ugyanis a pszichiátriai diagnózisok az EESZT-adatbázis vagy a munkaalkalmassági vizsgálatot végző orvosok által a "sürgős szükség esetéről van szó" menüpont alatt, vagy egy szakorvossal történő konzultáción keresztül válik hozzáférhetővé az üzemorvos illetve a munkáltatók számára. Így a pszichiátria betegségdiagnózis a munkáltatók elől nem eltitkolható. A beteg az adatainak, harmadik fél számára történő kiadásáról nem kap tájékoztatást. Annak ellenére, hogy az Állami Egészségügyi Ellátó Központ által kiadott, az Európai Unió által hozott adatvédelmi rendelet (GDPR) hatályba lépését követően, 2018. május 25-én frissített hivatalos EESZT adatvédelmi tájékoztató szerint elvben a betegnek van rá lehetősége, hogy nyomon kövesse azt, hogy ki fért hozzá az adataihoz. Problémás továbbá, hogy az európai uniós adatvédelmi rendelet előírásaival szembemenve az EESZT- nem teszi lehetővé, hogy a beteg (a már korábban rögzített) adatok, leletek törléséről rendelkezzen. A kritikusok szerint az ilyen (a betegek akaratát figyelmen kívül hagyó) adatgyűjtés nem csak az és EU szabályozással és irányelvekkel, de a nemzetközi emberi jogi egyezményekkel is szembe megy.

## A lakosság hozzáférése a pszichiátriai szolgáltatásokhoz
Magyarországon a lakosság számára a pszichiátriai szolgáltatások (érvényes TB kártya esetén), háziorvosi beutaló nélkül is elérhetőek. A gyógyszerek közül a benzodiazepin típusú nyugtatók, valamint az antidepresszánsok (bizonyos korlátozott időtartam erejéig) a háziorvosi kezelés keretén belül is elérhetőek a lakosság számára. Ugyanakkor a pszichológiai segítség vagy a pszichoterápiás csoportokban való részvétel már nem illetve csak korlátozott mértékben érhető el, TB- finanszírozott formában a munkaképes és állásban lévő lakosság számára. Számukra pszichoterápiás, önismeretei illetve készségfejlesztő szolgáltatások igénybevételére a magánpraxisban, költségtérítéses formában van lehetőség.

## Megjegyzés
1. ↑  A lelki betegségkategóriák tüneteinek nemzetközileg elismert leírása azt a benyomást keltheti, hogy lelkileg beteg és egészséges ember között csak a tünetek megléte illetve hiánya tesz különbséget. Ez a szemlélet figyelmen kívül hagyja azt a tényt, hogy a tünetek hátterében mindig van oki tényező, ami a tünetek létrejöttéért felelős. Viszont ennek tényleges mibenléte szakmai viták tárgyát képezi.
2. ↑  Abban minden szakember egyetért, hogy az idegrendszer neurotranszmitter szintje együtt jár a lelki történésekkel, de az oki elsődlegesség kérdése (ti. hogy a neurotranszmitterek okozzák-e a lelki betegségeket vagy a lelki betegségek a neurotranszmitter-állapotokat) nézőpont kérdése, és élő vita tárgyát képezi.